# Kamel Abu Jaber
Kamel Salih Abu Jaber (Alternativschreibweise: Kamil Salih Abu Jabir, arabisch كامل صالح أبو جابر, DMG Kāmil Ṣāliḥ Abū Ǧābir; * 8. März 1932 in Amman, Transjordanien; † 29. Mai 2020) war ein jordanischer Politiker und Autor.

## Leben
Kamel Abu Jaber war 1973 kurzzeitig Wirtschaftsminister. 1991 löste er Abdullah Ensour als Außenminister Jordaniens ab und bekleidete diesen Posten im zweiten Kabinett von Ministerpräsident Zaid ibn Shaker bis 1993, worauf der neue Ministerpräsident Abdelsalam al-Majali seine Nachfolge antrat.
Neben seiner politischen Laufbahn verfasste Abu Jaber auch mehrere Fachbücher zu historischen sowie politischen Themen und war auch für die in Mumbai ansässige Denkfabrik Strategic Foresight Group (SFG) tätig.

## Veröffentlichungen
- The Arab Baʻth Socialist Party. History, ideology, and organization, Vorwort Philip Khuri Hitti, Syracuse University Press, 1966
- al-Wilāyāt al-Muttaḥida al-Amrīkīya wa-Isrāʼīl, 1971
- Niẓām dawlat Isrāʼīl, iṭār al-qarār as-siyāsī, 1973
- The Badia of Jordan. The process of change, Mitautoren Fawzi A. Gharaibeh und Allen Hill, University of Jordan, 1987
- Politics and government in the Middle East and North Africa, Mitautoren Tareq Y. Ismael und Jacqueline S. Ismael, University Press of Florida, 1991
- The Palestinians. People of the olive tree, Jordan Book Centre, 1995